# Gunnar Heckscher
Gunnar Edvard Heckscher, född 8 juli 1909 i Danderyd i Stockholms län, död 24 november 1987 i Uppsala, var högerpartiets partiordförande 1961–1965, ambassadör och professor i statsvetenskap. Enligt Nils Elvander var Gunnar Heckscher den senaste stora statsvetenskapliga professorn som var politiskt aktiv i högerpartiet.

## Biografi
Gunnar Heckscher var son till ekonomihistorikern Eli Heckscher och dennes hustru Ebba, född Westberg. Han studerade vid Uppsala universitet, där han blev filosofie licentiat 1932, och disputerade 1934 för filosofie doktorsgrad med avhandlingen Konung och statsråd i 1809 års författning. Under sin studietid i Uppsala var Heckscher ordförande i Föreningen Heimdal och senare blev han hedersledamot i samma förening. Till hans minne delar Föreningen Heimdal varje år ut Gunnar Heckschers stipendium för reformvänlig konservatism, till den som bäst verkat för detta ändamål.
Genom disputationen blev Heckscher även docent i statskunskap. Han fortsatte sitt statsvetenskapliga författarskap med ett tvåbandsverk om den svenska konservatismens idéutveckling före representationsreformen. Som statsvetare gjorde han under 1940- och 1950-talen några arbeten som var banbrytande: Staten och organisationerna (1947) om hur intresseorganisationer inkorporerats i statsmakten, Svensk statsförvaltning i arbete (1952) som i metodologisk bemärkelse införde intervjuer till disciplinen, och The Study of Comparative Government (1957). Han författade därtill flera verk om centrala politiska begrepp, som Unghöger (1934), Gammal och ny konservatism (1947) och Pluralist democracy (1948).
Heckscher blev 1941 först docent vid Stockholms högskola och senare samma år värvad till Socialinstitutet i Stockholm, som biträdande föreståndare, och året därpå som tillfällig föreståndare. 1945–1954 var han rektor där, samtidigt som han undervisade i stats- och kommunikationskunskap. Vid institutet fick han ställning som professor 1948, men fick samma befattning vid Stockholms högskola 1958 och flyttade då dit. Från och med 1940-talet ingick han i flera statliga kommissioner och utredningar. Han ingick i styrelsen för Svenska institutet 1948–1952, och blev 1954 även dess ordförande, en post han innehade fram till 1957. Han var 1954–1959 ordförande för Beredskapsnämnden för psykologiskt försvar.
Heckscher ansågs som ljusblå, det vill säga tillhörande vänsterfalangen i högerpartiet (nuvarande moderaterna), och har själv uttalat att det enda som fick honom att bli politiskt aktiv i högern var försvarsfrågan. Efter att ha suttit i Uppsala stadsfullmäktige 1938–1941, blev han 1949 ordförande för Högerns ungdomsförbund, en post han hade till 1952. Gunnar Heckscher var den förste HUF/MUF-ordförande som blev partiordförande för högerpartiet/moderaterna; den andre var Fredrik Reinfeldt och den tredje är Ulf Kristersson.
Vid sidan av partipolitiken hade han uppdrag för Förenta nationerna att organisera förvaltningsutbildningen i Ankara 1952, och ingick från 1957 i Europarådets rådgivande församling.
Heckscher invaldes för högern i Andra kammaren i Sveriges riksdag 1957, och blev året därefter andre vice ordförande för högerns riksorganisation. Han tog 1961 över ordförandeskapet i högerpartiet efter Jarl Hjalmarson. Han var under åren 1962 till 1965 högerns gruppledare i den Andra kammaren.  Heckscher var den förste partiordföranden för högerpartiet som inte var troende. Han var också den förste av judisk börd.
Heckscher stötte ofta på motstånd i sitt eget parti. Enligt biografen Tommy Möller ansåg Gösta Bohman att Heckschers svaghet som politiker var dennes intellektuella egenskaper. Med detta avsågs att det är svårt att driva en tydlig linje när man har ett genuint intresse av att i varje läge studera och värdera olika handlingsalternativ. Heckscher ansåg själv att hans insatser som partiledare var mindre goda, men i hans dödsruna 1987 skrev Nils Elvander att i vissa frågor Heckscher drev var han långt före sin tid. Heckschers främsta engagemang som partiledare var att föra Sverige närmare Europa, att samordna den borgerliga oppositionen, och att rycka upp partiet efter förlusten i ATP-frågan. Gällande Europafrågan och borgerlig samverkan skulle han med tiden få gehör.
Det finns olika förklaringar till varför Heckscher 1965 avgick som partiledare. Enligt det mest utbredda synsättet berodde det på hur ATP-frågan användes i valet till andra kammaren 1964, vilket visade sig bli ett misslyckande och medförde att högerpartiet gick tillbaka. Själv uppgav dock Heckscher att han avgick för att han misslyckats med att ena den borgerliga oppositionen mot socialdemokraternas maktövertag. Högerns inställning i ATP-frågan och avideologiseringen i välfärdspolitiken var viktiga skäl till att den borgerliga samlingen misslyckades.
Efter tiden som partiledare blev Heckscher ambassadör i New Delhi (sidoackrediterad till Colombo och Katmandu) där han var placerad till 1970 då han blev ambassadör i Tokyo. Han pensionerades 1975, och utgav 1977 sin första bok på 20 år, Asiatiskt maktspel. Samma år blev han ordförande i Stockholms högskoleregion, ett vid högskolereformen 1977 nyinrättat organ för överinseende och styrning av alla statliga universitet och högskolor i Stockholmsområdet.

## Familj
Heckscher gifte sig 1934 med Anna Britta Vickhoff, dotter till notarien Emil Vickhoff och Ellen Ryd. Han var far till Eva Heckscher, Einar Heckscher, Sten Heckscher, Ivar Heckscher och David Heckscher.

## Död
Gunnar Heckscher ligger begraven på Skogskyrkogården i Stockholm.